# Institut national de l'origine et de la qualité
L'Institut national de l'origine et de la qualité, ou Inao (sigle de son ancien nom Institut national des appellations d'origine), est un établissement public à caractère administratif français placé sous la tutelle du ministère de l'Agriculture. Il accompagne les producteurs qui s'engagent dans les démarches de qualité et gère plus globalement les signes d'identification de l'origine et de la qualité pour les produits fabriqués en France qui sont des signes officiels en France :
- AOC : Appellation d'origine contrôlée : elle protège la dénomination sur le territoire français ;
- AOP : signe européen qui protège le nom du produit dans toute l’Union européenne ;
- IGP : Indication géographique protégée, s’applique aux secteurs agricoles, agroalimentaires et viticoles ;
- STG : Spécialité traditionnelle garantie dont les qualités spécifiques sont liées à une composition, des méthodes de fabrication ou de transformation fondées sur une tradition ;
- AB : Agriculture biologique, mode de production dont les pratiques respectent la biodiversité, préserve les ressources naturelles et assure un niveau élevé de bien-être animal ;
- Label Rouge : est un signe national désignant des produits qui, par leurs conditions de production ou de fabrication, ont un niveau de qualité supérieur par rapport aux autres produits similaires habituellement commercialisés.

## Histoire
La loi du 1er août 1905 confie à l'administration le soin de délimiter les zones dont les productions agricoles peuvent bénéficier d'une appellation d'origine. Cette loi ne prévoyant aucune charte de qualité, elle ne résout pas les problèmes de surproduction que connaît la filière viticole à l'époque.
La loi du 6 mai 1919 confie la délimitation des zones d'appellation contrôlée aux tribunaux administratifs et aux tribunaux civils. Ils sont également chargés d'en définir les usages. C'est un nouvel échec : toute la filière se retrouve devant les tribunaux et les procédures sont longues et souvent hasardeuses.
Le secteur viticole ne cessant de s'enfoncer dans la crise, l'Inao est créé par le décret-loi du 30 juillet 1935. Il combine à la fois les aspects administratifs, judiciaires et professionnels. Le produit inscrit à l'Inao doit bénéficier de caractéristiques particulières héritées de facteurs naturels et humains. Cette loi prévoit que la reconnaissance des AOC et leur réglementation sont confiés à un établissement public, l'Inao, qui a un pouvoir de proposition auprès des ministères. Ce décret-loi de 1935 est fondamental, car il protège non seulement le nom du produit, mais aussi ses caractéristiques et son lien fort avec un terroir délimité, contrairement aux labels qui ne confirment que le savoir-faire du producteur.
En 1990, le succès économique des AOC pour la filière viticole pousse le Parlement à étendre les compétences de l'Inao à toutes les productions agricoles (loi du 2 juillet).
L'Inao a déclaré l'année 2005 comme « Année des terroirs », et a soutenu l'organisation de conférences et de débats, en considérant que, nullement obsolète ou dépassé par les pratiques œnologiques, la notion de terroir alimente plus que jamais les débats autour de l'avenir du vin. De plus, l'Inao publie un livre Le Goût de l'origine.
Le 15 septembre 2005, un accord a été signé entre l'Union européenne et les États-Unis au sujet de la reconnaissance de leurs dénominations respectives sur les vins comme « dénominations d'origine ». Le ministre français déléguée au Commerce extérieur, Christine Lagarde, a déclaré devant l'Assemblée nationale : « Le gouvernement est très attentif à la protection des indications géographique, ainsi qu'à nos relations transatlantiques. (…) Les États-Unis utilisent actuellement des applications de type champagne ou chablis : ce n'est pas acceptable. Ils multiplient par ailleurs les contrôles à l'importation des vins français. (…) L'accord prévoit qu'ils s'interdisent des appellations champagne ou chablis, et qu'ils reconnaissent nos contrôles de qualité. »
L'enjeu : les AOC viticoles représentent, en 2005, 46 % de la production française, avec 470 appellations, et 80 % du chiffre d'affaires du secteur, soit 11 milliards d'euros.
Début 2007, l'Institut national des appellations d'origine devient l'Institut national de l'origine et de la qualité, et reprend les fonctions de la Commission nationale des labels et certifications (CNLC).
Le siège de l'Inao se situe désormais au 12, rue Henri Rol-Tanguy, à Montreuil sous Bois, dans un ensemble immobilier récent nommé Arborial.

## Missions
L'Inao est l'organisme qui propose la reconnaissance des produits susceptibles de bénéficier de signes d'identification, il prononce la reconnaissance des organismes de défense et de gestion des produits et il s'assure du contrôle du respect des cahiers de charges. Par ailleurs il peut être consulté sur toute question relative aux signes d'identification.

## Organisation et fonctionnement
L'Inao comprend un conseil permanent, des comités nationaux spécialisés dans les différentes catégories de produits valorisés ou les différents signes d'identification et un conseil compétent en matière d'agréments et de contrôles. Il s'appuie sur des délégations territoriales couvrant l'ensemble du territoire métropolitain.

### Le conseil permanent
Le conseil permanent détermine la politique générale de l'institut et établit le budget de l'établissement. Il est composé des présidents et de membres des comités nationaux et du conseil compétent en matière d'agréments et de contrôles et de représentants des personnels de l'Institut.
Le président du conseil permanent est nommé par un arrêté ministériel. Depuis 2017 le président est Jean-Louis Piton.

### Les comités nationaux
Les cinq comités nationaux ont pour mission de proposer la reconnaissance d’un produit sous signe de qualité et d’origine, d'examiner le contenu des cahiers des charges, la définition des points à contrôler et leurs méthodes d'évaluation. Les présidents et membres de ces instances nationales sont nommés par arrêté ministériel pour une durée de cinq ans.
- Le Comité national des appellations d'origine relatives aux vins et aux boissons alcoolisées(vodka), et des boissons spiritueuses
- Le Comité national des AOP laitières, agroalimentaires et forestières
- Le Comité national des indications géographiques protégées, labels rouges et spécialités traditionnelles garanties
- Le Comité national des indications géographiques protégées relatives aux vins et aux cidres
- Le Comité national de l'agriculture biologique (CNAB) : au sein de ce comité, une commission semences a pour rôle de surveiller l'évolution de l'offre et de la demande de semences produites en agriculture biologique à travers la gestion d'une base permet l'édition d'attestations individuelles d'indisponibilité pour justifier de dérogation pour l'utilisation de semences non biologiques mais non traitées auprès de leur organisme de certification[5],[6].

### Le Conseil des agréments et des contrôles
Cette instance transversale est entièrement destinée aux contrôles.

## Statistiques
Pour 2016 l'Inao recense :
AOP : pour les produits laitiers 50 produits (essentiellement fromages), représentant 10,5 % de la production française ; pour les fruits, légumes, huiles d’olive 45 produits ; pour les vins et eaux-de-vie 361 produits soit 69,2 % des volumes commercialisés.
IGP : produits agroalimentaires 137 enregistrées en France ; secteur viticole : 74 vins et 2 cidres enregistrés en France.
Agriculture biologique (AB) : 54 044 opérateurs sont certifiés dont 36 691 producteurs (8,3 % des exploitations françaises)
12 286 transformateurs, 4 783 distributeurs et 284 importateurs.
Label rouge : 429 cahiers des charges homologués.

## Produits concernés

Verre de dégustation de l'Inao

- Liste des vins AOC français
- Liste des AOC laitières
- Liste des AOC agroalimentaires

## Archives
Les archives de l'INAO sont conservées à la Maison des Sciences de l'Homme de Dijon.